# Тавернеле (Асколи Пичено)
Тавернеле (итал. Tavernelle) насеље је у Италији у округу Асколи Пичено, региону Марке.
Према процени из 2011. у насељу је живело 13 становника. Насеље се налази на надморској висини од 648 м.